# Пехуэль-Лёше, Эдуард
Эдуард Пехуэль-Лёше (нем. Eduard Pechuel-Loesche; 26 июля 1840, Цёшен — 29 мая 1913, Мюнхен) — немецкий географ и исследователь Африки.
Пехуэль-Лёше изучал науки в Лейпциге, получил диплом доктора философии. В 1886 году получил квалификацию профессора географии и этнологии в Йене. В 1895 году он принял назначение в качестве профессора в университете Эрлангена.
Пехуэль-Лёше предпринял с шестидесятых годов дальние поездки в Вест-Индию, Северную и Южную Америки, на острова Атлантического и Тихого океанов. Он также ходил в Южном и Северном Ледовитом океане и Беринговом проливе. В 1874—1876 годы он был членом немецкой экспедиции на побережье Лоанго, во главе с Паулем Гюсфельдтом. Он участвовал в создании Свободного государства Конго и служил там с 1882 по 1883 год в качестве представителя Стэнли. В 1884—1885 годах он совершил с женой поездку в Западную Африку, Уолфиш-Бей и в землю гереро.
Эдуард Пехуэль-Лёше нарисовал во время своих путешествий около 400 акварелей, которые впоследствии перешли во владение Географического семинара в Гамбурге.

## Труды
- Güßfeldt, Falkenstein und Pechuel-Loesche: Die Loango-Expedition, Leipzig 1882, Pechuel-Loesche bearbeitete die 1. Hälfte der 3. Abt.
- Die Bewirtschaftung tropischer Gebiete, Straßburg 1885
- Stanley und das Kongounternehmen, 1885
- Kongoland, Jena 1887
- Brehms Tierleben (Bearb.), 3. Ausgabe, 10 Bde., Leipzig 1890-93
- Die Loangoexpedition III.2 (Volkskunde), 1907